# Chlaenius apicalis
Chlaenius apicalis  (лат.) — вид жужелиц рода слизнееды (Chlaenius) из подсемейства Harpalinae (надтриба Chlaeniitae, триба Chlaeniini, подтриба Chlaeniina). Включен в состав подрода Chlaeniostenus Kuntzen, 1919. Обнаружен в Южной Азии: Индия и Непал. Является первичным  гомонимом таксона Chlaenius apicalis LeConte, 1851, который ныне синоним американского вида Chlaenius ruficauda Chaudoir, 1856.